# Absolute Let's Dance vol. 1
Absolute Let's Dance vol. 1 et et opsamlingsalbum i Absolute-serien. Albummet var det femtemest solgte kompilation-album i Danmark i 1993. Cd-versionen indeholder 19 sange, mens bånd- og vinyl-versionen indeholder 12 sange. 

## Sangliste (CD)
1. Cut'N'Move – "Give It Up"
2. The Stereo MC's – "Step It Up" (Radio Edit)
3. Snap – "Exterminate!"
4. Undercover – "Never Let Her Slip Away"
5. Beckie Bell – Steppin' out tonight (Radio Edit)
6. Mauro Scocco – "Nelly"
7. En Vogue – "Free Your Mind"
8. Dr. Alban – "Sing Hallelujah!" (Short Version)
9. Rapination – "Love Me The Right Way"
10. Arrested Development – "People Every Day" (Metamorphosis Radio Edit)
11. Heaven 17 – "Temptation" (Brothers In Rhythm Remix Edit)
12. Jon Secada – "Do You Believe In Us (Hit Version)

BONUS TRACKS
1. Prince and The New Power Generation – "My Name Is Prince" (Edit)
2. Bobby Brown – "Humpin' Around" (Non-Rap Version)
3. YB – "Give 'Em What U Got" (Remix)
4. Paula Abdul – "Bend Time Back Around"
5. Neneh Cherry – "Buddy X"
6. Felix – "Don't You Want Me"
7. Take That – "Could It Be Magic" (Rapino Radio Mix)

## Sangliste (BÅND/VINYL)
1. Cut 'n' Move – "Give It Up"
2. The Stereo MC's – "Step It Up" (Radio Edit)
3. Snap – "Exterminate!"
4. Undercover – "Never Let Her Slip Away"
5. Beckie Bell – Steppin' out tonight (Radio Edit)
6. Mauro Scocco – "Nelly"
7. En Vogue – "Free Your Mind"
8. Dr. Alban – "Sing Hallelujah!" (Short Version)
9. Rapination – "Love Me The Right Way"
10. Arrested Development – "People Every Day" (Metamorphosis Radio Edit)
11. Heaven 17 – "Temptation" (Brothers In Rhythm Remix Edit)
12. Jon Secada – "Do You Believe In Us (Hit Version)